# Mercedes-Benz Classe C (Type 202)
La Mercedes-Benz Type 202 est une berline et break familiale de Mercedes-Benz. Elle a été produite de 1993 à 2000 et fut restylée en 1997. Elle sera vendue sous l'appellation de Mercedes-Benz Classe C et remplace la Mercedes-Benz 190 (Type 201).
Elle sera lancée pour concurrencer la BMW Série 3 E36, comme le fit auparavant la Type 201. Grâce à un prix raisonnable, elle fut très populaire, devenant rapidement pour Mercedes-Benz la meilleure vente de véhicules dans le monde entier. Ce modèle sut garder l’image sportive de la 190, avec des lignes plus lisses et plus rondes que les autres modèles produits par la marque à l’époque. Cette sportivité donna naissance à une compétition dans le championnat allemand DTM.

## Historique
- Mai 1993 : présentation officielle de la W202.
- 1993 : lancement de la berline (W202).
- Mars 1996 : lancement du break (Modèle T - S202).
- 1997 : lancement de la Phase II.
- Juin 2000 : arrêt définitif de la berline (W202).
- Janvier 2001 : arrêt définitif du break (Modèle T - S202).

Avant la Type 202
La Mercedes-Benz Type 201 sera remplacée par la 202 en 1993.

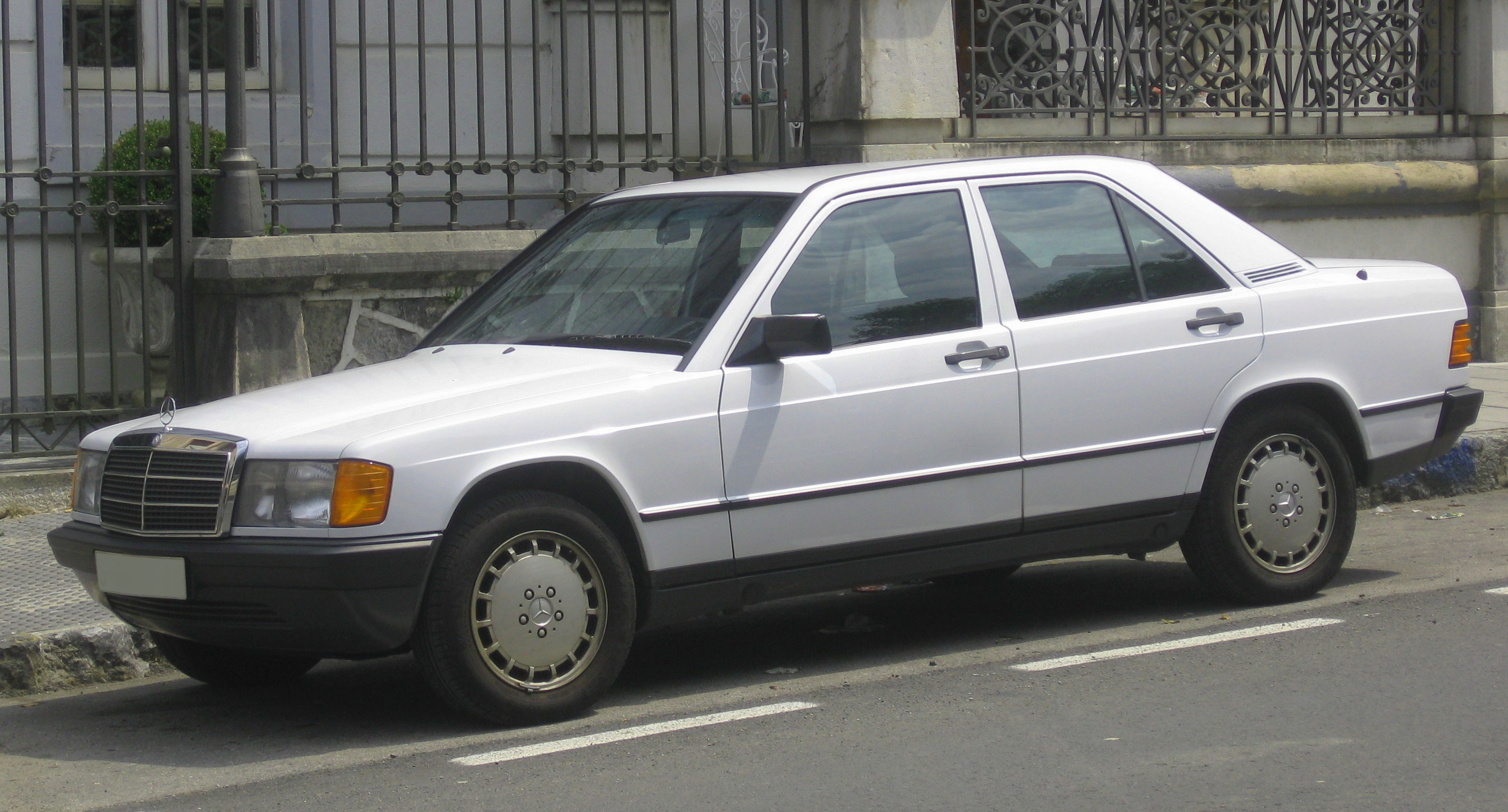
Mercedes-Benz Type 201

### Phase I
Elle fut produite de 1993 à 1997.

### Phase II

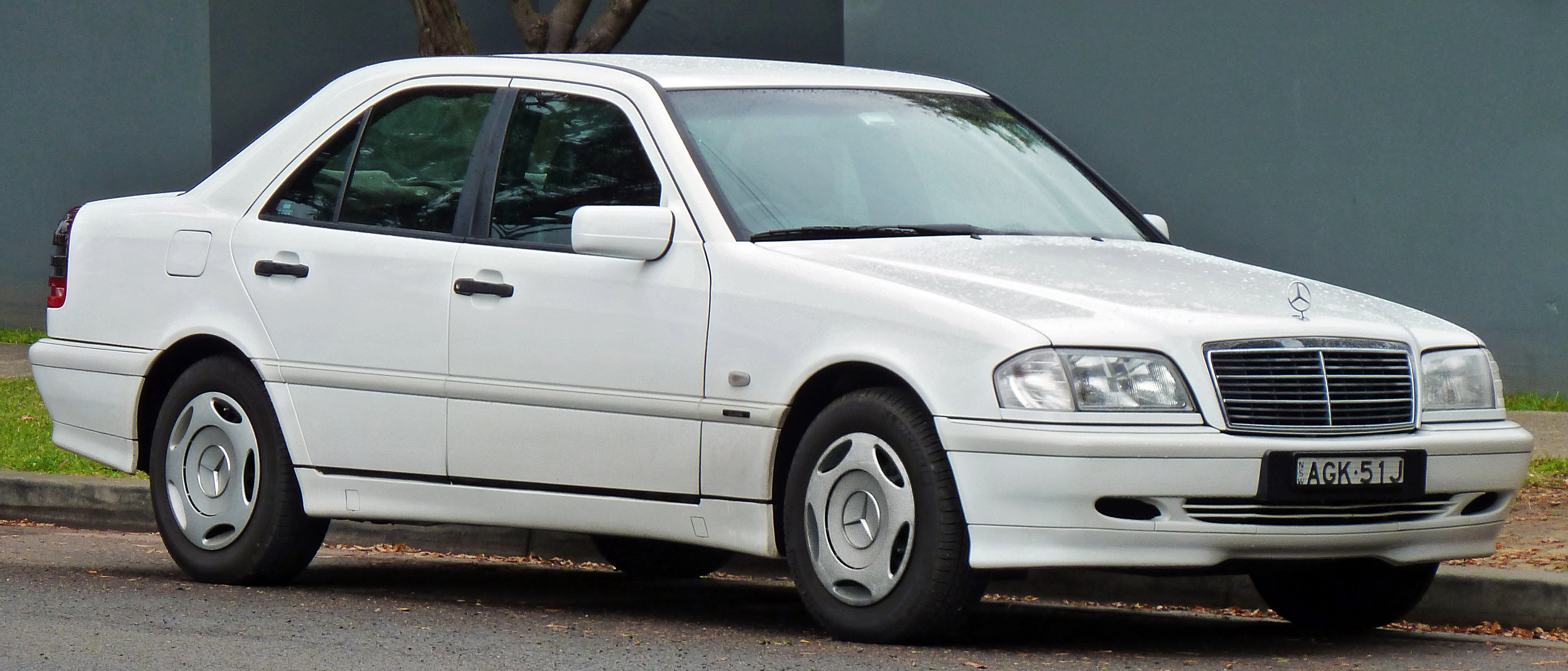
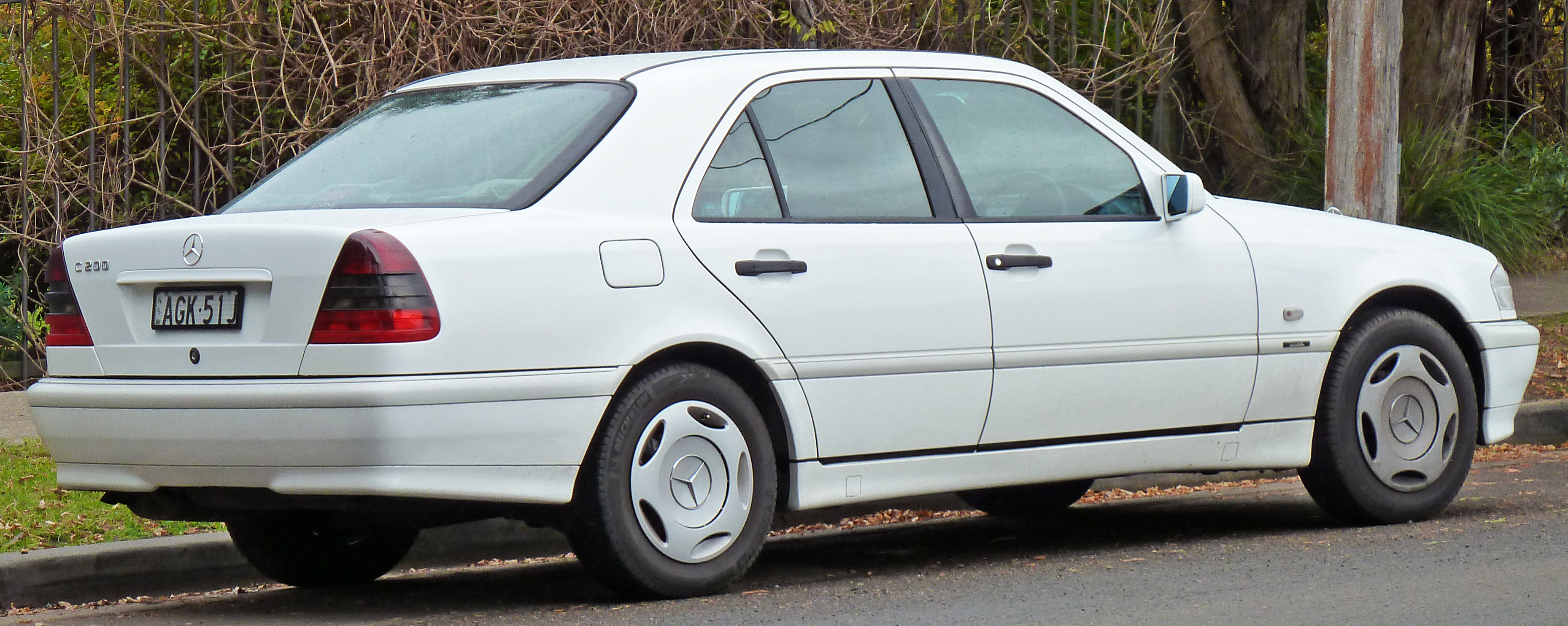

Elle fut produite de 1997 à 2000.

## Les différentes versions

### Carrosseries
Berline (W202)

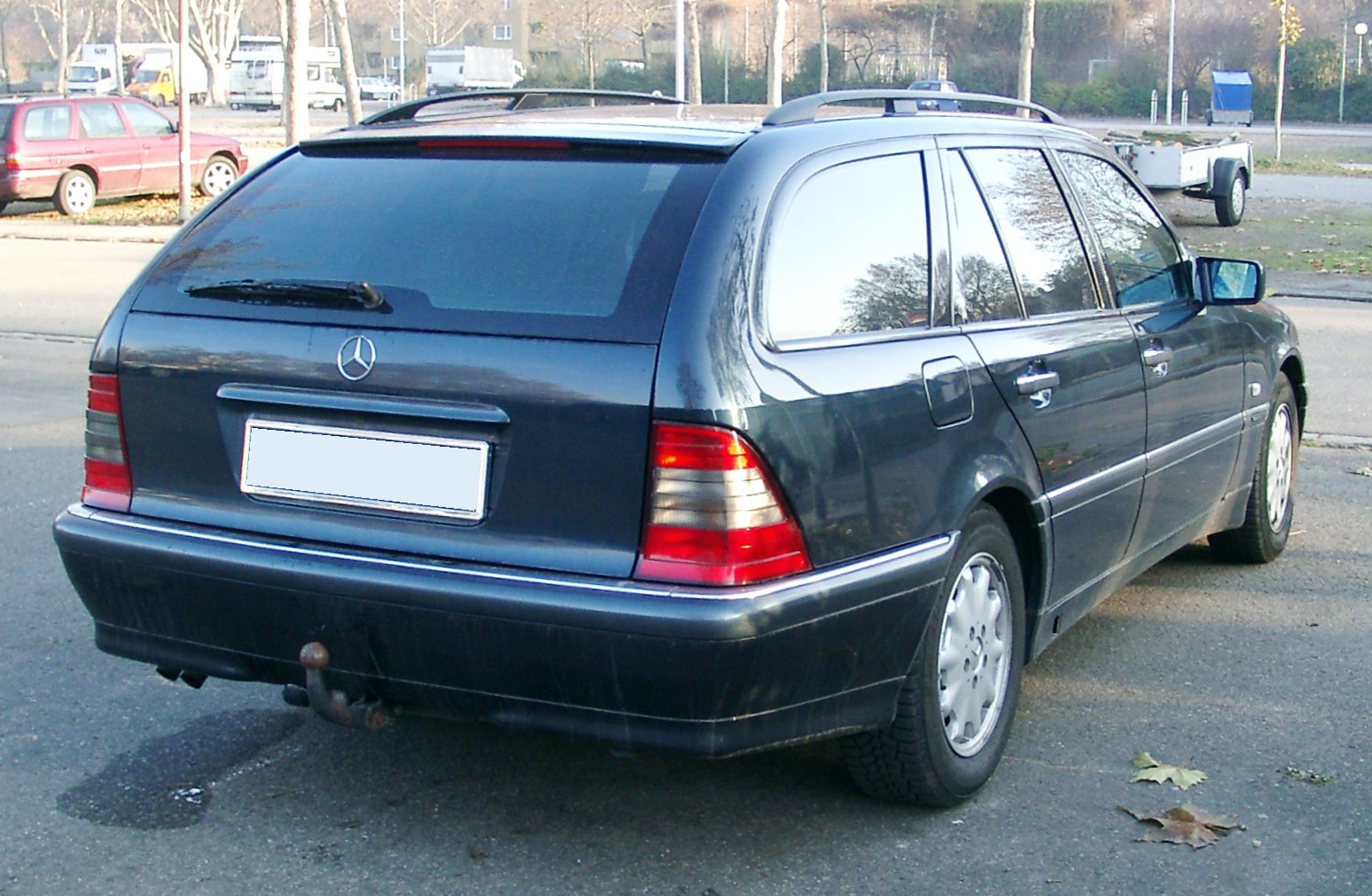
Modèle T - S202 (Break).

- Carrosserie standard de la gamme. Elle remplace la W201 et sera remplacée par la W203.

Break (Modèle T - S202)
- Déclinaison Break de la Mercedes-Benz W202. Elle ne remplace aucun modèle et sera remplacée par la S203.

### Modèles de base
C 180 ; C 200 ; C 220 ; C 230 ; C 240 ; C 250 ; C 280
- Voir : Motorisations.

### Les versions spécifiques
W202 / S202 - AMG

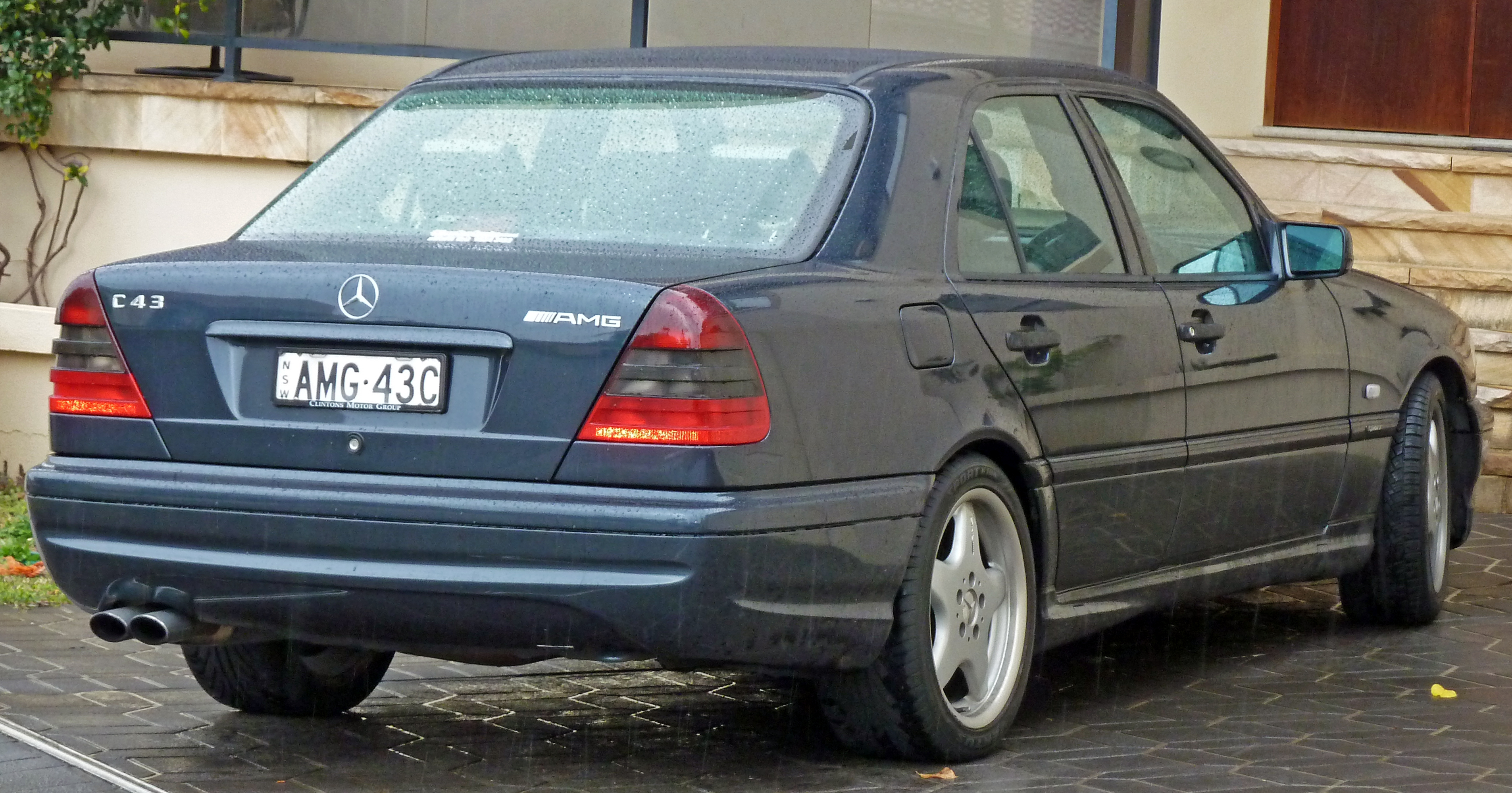
Mercedes-Benz C 43 AMG (W202).

Versions sportives de la Type 202 modifiées par le préparateur officiel de la marque.
- C 36 AMG (1993 - 1997) : moteur d'une puissance de 280 chevaux.
- C 43 AMG (1997 - 2000) : moteur d'une puissance de 306 chevaux.
- C 55 AMG (1998 - 2000) : moteur d'une puissance de 347 chevaux.

W202 - AMG DTM

Version ultra-sportive de la Type 202 spécialement préparée pour le Deutsche Tourenwagen Meisterschaft.
W202 - Modèles tuning

Versions sportives de la Type 202 modifiées par des préparateurs.
- Carlsson C25TD : moteur d'une puissance de 180 chevaux.
- Lorinser C32 : moteur d'une puissance de 225 chevaux.
- Brabus C V8 : moteur d'une puissance de 408 chevaux.

## Caractéristiques

### Motorisation
La Type 202 a eu quatre motorisations différentes de quatre cylindres lors de son lancement en Europe (trois essence et un diesel). Elle en avait, en tout, vingt de disponibles, dont treize en essence et sept en diesel. Plus aucun n'est disponible car les ventes ont été arrêtées.

### Finitions

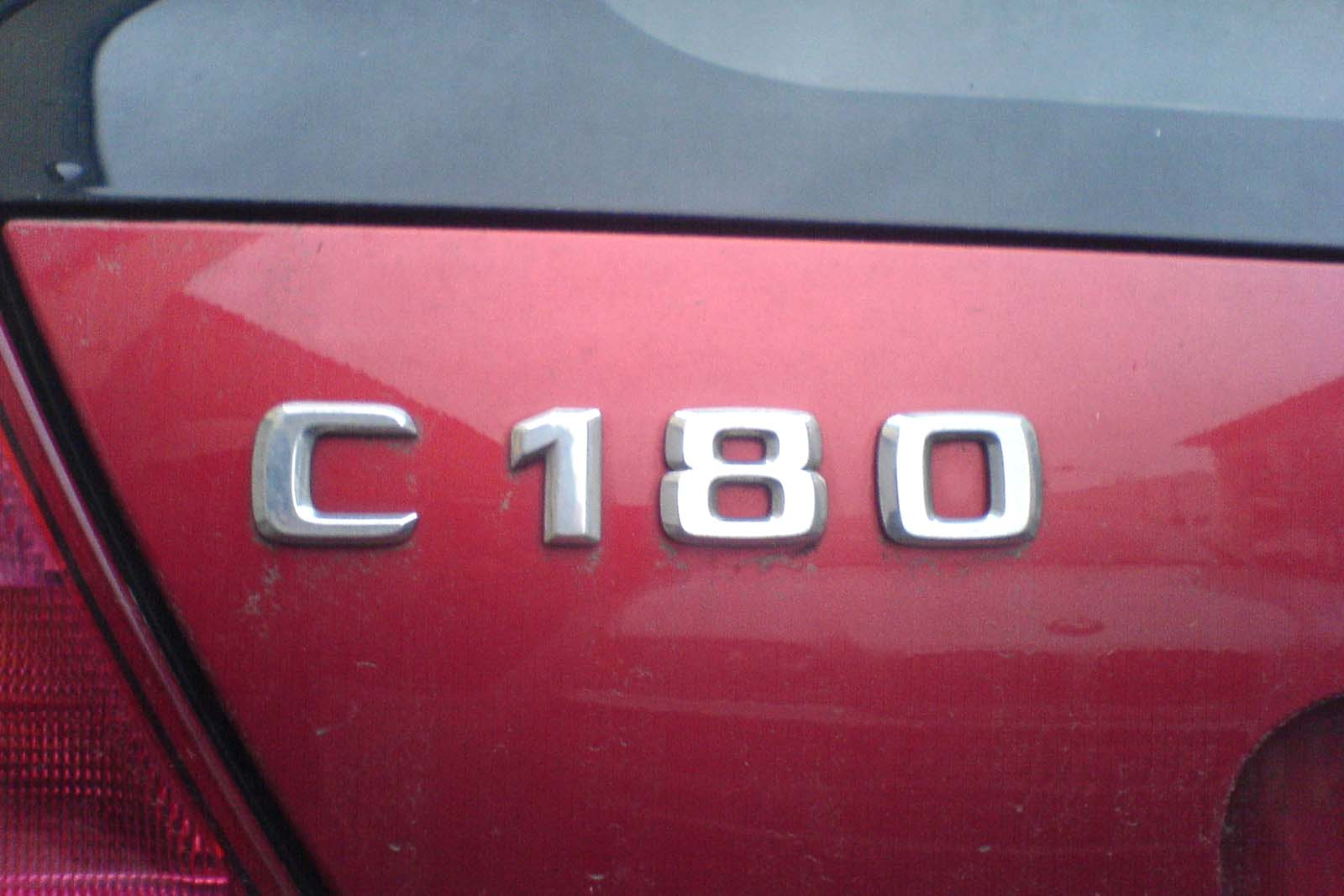

#### Berline
| Modèle                              | Construction      | Moteur + Nom                       | Cylindrée         | Puissance                      | Couple                       | 0 à 100 km/h | Vitesse maxi | Consommation + CO2    |
| C 180 (boite manuelle 5)            | 03/1993 - 07/1996 | 4 cylindres en ligne M 111 E 18    | 1 799 cm3 (1,8 L) | 90 kW (122 ch) à 5 500 tr/min  | 170 N m à 4 200 tr/min       | 12 s         | 193 km/h     | 8,5 L/100 km ... g/km |
| C 180 (boite manuelle 5)            | 08/1996 - 05/2000 | 4 cylindres en ligne M 111 E 18    | 1 799 cm3 (1,8 L) | 90 kW (122 ch) à 5 500 tr/min  | 170 N m à 3 700–4 500 tr/min | 12 s         | 193 km/h     | 8,3 L/100 km .        |
| C 200 (boite manuelle 5)            | 03/1993 - 07/1996 | 4 cylindres en ligne M 111 E 20    | 1 998 cm3 (2,0 L) | 100 kW (136 ch) à 5 500 tr/min | 190 N m à 4 000 tr/min       | 11 s         | 203 km/h     | 8,6 L/100 km .        |
| C 200 (boite manuelle 5)            | 08/1996 - 06/2000 | 4 cylindres en ligne M 111 E 20    | 1 998 cm3 (2,0 L) | 100 kW (136 ch) à 5 500 tr/min | 190 N m à 3 700–4 500 tr/min | 11 s         | 203 km/h     | 8,1 L/100 km .        |
| C 200 Kompressor (boite manuelle 5) | 09/1995 - 07/1996 | 4 cylindres en ligne M 111 E 20 ML | 1 998 cm3 (2,0 L) | 132 kW (180 ch) à 5 300 tr/min | 260 N m à 2 500–4 800 tr/min | 8,8 s        | 225 km/h     | 10,6 L/100 km .       |
| C 200 Kompressor (boite manuelle 5) | 08/1996 - 06/2000 | 4 cylindres en ligne M 111 E 20 ML | 1 998 cm3 (2,0 L) | 141 kW (192 ch) à 5 300 tr/min | 270 N m à 2 500–4 800 tr/min | 8,4 s        | 227 km/h     | 10,6 L/100 km .       |
| C 220 (boite manuelle 5)            | 03/1993 - 08/1996 | 4 cylindres en ligne M 111 E 22    | 2 199 cm3 (2,2 L) | 110 kW (150 ch) à 5 500 tr/min | 210 N m à 4 000 tr/min       | 10,5 s       | 210 km/h     | 8,7 L/100 km .        |
| C 230 (boite manuelle 5)            | 05/1996 - 06/1998 | 4 cylindres en ligne M 111 E 23    | 2 295 cm3 (2,3 L) | 110 kW (150 ch) à 5 400 tr/min | 220 N m à 3 700–4 500 tr/min | 10,5 s       | 210 km/h     | 9,4 L/100 km .        |
| C 230 Kompressor (boite manuelle 5) | 09/1995 - 07/1996 | 4 cylindres en ligne M 111 E 23 ML | 2 295 cm3 (2,3 L) | 142 kW (193 ch) à 5 300 tr/min | 280 N m à 2 500–4 800 tr/min | 8,4 s        | 230 km/h     | 9,9 L/100 km .        |
| C 230 Kompressor (boite manuelle 5) | 08/1996 - 05/2000 | 4 cylindres en ligne M 111 E 23 ML | 2 295 cm3 (2,3 L) | 142 kW (193 ch) à 5 300 tr/min | 280 N m à 2 500–4 800 tr/min | 8,4 s        | 230 km/h     | 9,8 L/100 km .        |
| C 240 (boite manuelle 5)            | 06/1997 - 05/2000 | 6 cylindres en V M 112 E 24        | 2 398 cm3 (2,4 L) | 125 kW (170 ch) à 5 900 tr/min | 225 N m à 3 000–5 000 tr/min | 9,3 s        | 218 km/h     | 9,8 L/100 km .        |
| C 280 (boite manuelle 5)            | 05/1993 - 07/1997 | 6 cylindres en ligne M 104 E 28    | 2 799 cm3 (2,8 L) | 142 kW (193 ch) à 5 500 tr/min | 272 N m à 3 750 tr/min       | 8,5 s        | 230 km/h     | 10,6 L/100 km .       |
| C 280 (boite manuelle 5)            | 08/1997 - 05/2000 | 6 cylindres en V M 112 E 28        | 2 799 cm3 (2,8 L) | 145 kW (197 ch) à 5 800 tr/min | 265 N m à 3 000 tr/min       | 8,3 s        | 232 km/h     | 10,1 L/100 km .       |
| C 280 (boite automatique 5)         |                   |                                    |                   |                                |                              |              |              |                       |
| C 36 AMG (boite automatique 4)      | 09/1993 - 06/1997 | 6 cylindres en ligne M 104 E 36    | 3 606 cm3 (3,6 L) | 206 kW (280 ch) à 5 750 tr/min | 385 N m à 4 000–4 750 tr/min | 6,7 s        | 250 km/h*    | 10,7 L/100 km .       |
| C 43 AMG (boite automatique 5)      | 10/1997 - 05/2000 | 8 cylindres en V M 113 E 43        | 4 266 cm3 (4,3 L) | 225 kW (306 ch) à 5 850 tr/min | 410 N m à 3 250–5 000 tr/min | 6,5 s        | 250 km/h*    | 11,7 L/100 km .       |
| C 55 AMG (boite automatique 5)      | 07/1998 - 05/2000 | 8 cylindres en V M 113 E 55        | 5 439 cm3 (5,4 L) | 255 kW (347 ch) à 5 500 tr/min | 510 N m à 2 800–4 500 tr/min | 5,5 s        | 250 km/h*    | 11,9 L/100 km .       |

* : limitée électroniquement.
| Modèle              | Construction      | Moteur + Nom                              | Cylindrée         | Puissance                      | Couple                       | 0 à 100 km/h | Vitesse maxi | Consommation + CO2    |
| C 200 Diesel .      | 03/1993 - 10/1995 | 4 cylindres en ligne OM 601 D 20          | 1 997 cm3 (2,0 L) | 55 kW (75 ch) à 4 600 tr/min   | 130 N m à 2 000–3 600 tr/min | 19,6 s       | 160 km/h     | 6,6 L/100 km ... g/km |
| C 200 Diesel .      | 04/1996 - 07/1998 | 4 cylindres en ligne OM 604 D 20          | 1 997 cm3 (2,0 L) | 66 kW (88 ch) à 5 000 tr/min   | 135 N m à 2 000–4 650 tr/min |              | 172 km/h     | 7,4 L/100 km .        |
| C 200 CDI .         | 05/1998 - 08/1999 | 4 cylindres en ligne OM 611 DE 22 LA red. | 2 151 cm3 (2,2 L) | 75 kW (102 ch) à 4 200 tr/min  | 235 N m à 1 500–2 600 tr/min | 13,1 s       | 185 km/h     | 6,1 L/100 km .        |
| C 200 CDI .         | 08/1999 - 05/2000 | 4 cylindres en ligne OM 611 DE 22 LA red. | 2 148 cm3 (2,1 L) | 75 kW (102 ch) à 4 200 tr/min  | 235 N m à 1 500–2 600 tr/min | 13,1 s       | 185 km/h     | 6,1 L/100 km .        |
| C 220 Diesel .      | 08/1993 - 05/1999 | 4 cylindres en ligne OM 604 D 22          | 2 155 cm3 (2,2 L) | 70 kW (95 ch) à 4 200 tr/min   | 150 N m à 3 100–4 500 tr/min | 16,3 s       | 175 km/h     | 6,9 L/100 km .        |
| C 220 CDI .         | 01/1998 - 08/1999 | 4 cylindres en ligne OM 611 DE 22 LA      | 2 151 cm3 (2,2 L) | 92 kW (125 ch) à 4 200 tr/min  | 300 N m à 1 800–2 600 tr/min | 10,5 s       | 198 km/h     | 6,1 L/100 km .        |
| C 220 CDI .         | 08/1999 - 05/2000 | 4 cylindres en ligne OM 611 DE 22 LA      | 2 148 cm3 (2,1 L) | 92 kW (125 ch) à 4 200 tr/min  | 300 N m à 1 800–2 600 tr/min | 10,5 s       | 198 km/h     | 6,1 L/100 km .        |
| C 250 Diesel .      | 06/1993 - 06/1998 | 5 cylindres en ligne OM 605 D 25          | 2 497 cm3 (2,5 L) | 83 kW (113 ch) à 5 000 tr/min  | 170 N m à 2 800–4 600 tr/min | 15 s         | 190 km/h     | 7,0 L/100 km .        |
| C 250 Turbodiesel . | 09/1995 - 05/2000 | 5 cylindres en ligne OM 605 D 25          | 2 497 cm3 (2,5 L) | 110 kW (150 ch) à 4 400 tr/min | 280 N m à 1 800–3 600 tr/min | 10,2 s       | 203 km/h     | 7,3 L/100 km .        |

#### Break
| Modèle                                | Construction      | Moteur + Nom                           | Cylindrée         | Puissance                      | Couple                       | 0 à 100 km/h | Vitesse maxi | Consommation + CO2    |
| C 180 T (boite manuelle 5)            | 02/1996 - 07/1997 | 4 cylindres en ligne M 111 E 18        | 1 799 cm3 (1,8 L) | 90 kW (122 ch) à 5 500 tr/min  | 170 N m à 3 700–4 500 tr/min | 12,5 s       | 190 km/h     | 9,5 L/100 km ... g/km |
| C 180 T (boite manuelle 5)            | 08/1996 - 06/2000 | 4 cylindres en ligne M 111 E 18        | 1 799 cm3 (1,8 L) | 90 kW (122 ch) à 5 500 tr/min  | 170 N m à 4 200 tr/min       | 12,5 s       | 190 km/h     | 9,2 L/100 km .        |
| C 180 T (boite manuelle 5)            | 06/2000 - 01/2001 | 4 cylindres en ligne M 111 E 20 EVO    | 1 998 cm3 (2,0 L) | 95 kW (129 ch) à 5 300 tr/min  | 190 N m à 4 000 tr/min       | 11,2 s       | 190 km/h     | 9,2 L/100 km .        |
| C 200 T (boite manuelle 5)            | 02/1996 - 07/1996 | 4 cylindres en ligne M 111 E 20        | 1 998 cm3 (2,0 L) | 100 kW (136 ch) à 5 500 tr/min | 190 N m à 3 700–4 500 tr/min | 11,3 s       | 200 km/h     | 9,9 L/100 km .        |
| C 200 T (boite manuelle 5)            | 08/1996 - 06/2000 | 4 cylindres en ligne M 111 E 20        | 1 998 cm3 (2,0 L) | 100 kW (136 ch) à 5 500 tr/min | 190 N m à 3 700–4 500 tr/min | 11,3 s       | 200 km/h     | 9,4 L/100 km .        |
| C 200 Kompressor T (boite manuelle 5) | 09/1996 - 06/2000 | 4 cylindres en ligne M 111 E 20 ML     | 1 998 cm3 (2,0 L) | 141 kW (192 ch) à 5 300 tr/min | 270 N m à 2 500–4 800 tr/min | 8,4 s        | 226 km/h     | 10,6 L/100 km .       |
| C 200 Kompressor T (boite manuelle 5) | 05/2000 - 01/2001 | 4 cylindres en ligne M 111 E 20 ML EVO | 1 998 cm3 (2,0 L) | 120 kW (163 ch) à 5 300 tr/min | 230 N m à 2 500–4 800 tr/min | 9,3 s        | 215 km/h     | 9,4 L/100 km .        |
| C 230 T (boite manuelle 5)            | 04/1996 - 06/1998 | 4 cylindres en ligne M 111 E 23        | 2 295 cm3 (2,3 L) | 110 kW (150 ch) à 5 400 tr/min | 210 N m à 3 700–4 500 tr/min | 10,5 s       | 210 km/h     | 9,4 L/100 km .        |
| C 230 Kompressor T (boite manuelle 5) | 06/1997 - 06/2000 | 4 cylindres en ligne M 111 E 23 ML     | 2 295 cm3 (2,3 L) | 142 kW (193 ch) à 5 300 tr/min | 280 N m à 2 500–4 800 tr/min | 8,5 s        | 226 km/h     | 9,8 L/100 km .        |
| C 240 T (boite manuelle 5)            | 06/1997 - 06/2000 | 6 cylindres en V M 112 E 24            | 2 398 cm3 (2,4 L) | 125 kW (170 ch) à 5 900 tr/min | 225 N m à 3 000–5 000 tr/min | 9,3 s        | 218 km/h     | 9,8 L/100 km .        |
| C 240 T (boite manuelle 5)            | 05/2000 - 01/2001 | 6 cylindres en V M 112 E 26            | 2 597 cm3 (2,6 L) | 125 kW (170 ch) à 5 500 tr/min | 240 N m à 4 500 tr/min       | 9 s          | 217 km/h     | 10,9 L/100 km .       |
| C 280 T (boite manuelle 5)            | 06/1997 - 01/2001 | 6 cylindres en V M 112 E28             | 2 799 cm3 (2,8 L) | 145 kW (197 ch) à 5 800 tr/min | 265 N m à 3 000 tr/min       | 8,5 s        | 229 km/h     | 10,1 L/100 km .       |
| C 43 AMG T (boite automatique 5)      | 09/1997 - 06/2000 | 8 cylindres en V M 113 E 43            | 4 266 cm3 (4,3 L) | 225 kW (306 ch) à 5 850 tr/min | 410 N m à 3 250–5 000 tr/min | 6,7 s        | 250 km/h*    | 11,7 L/100 km .       |
| C 55 AMG T (boite automatique 5)      | 07/1998 - 06/2000 | 8 cylindres en V M 113 E 55            | 5 439 cm3 (5,4 L) | 255 kW (347 ch) à 5 500 tr/min | 510 N m à 2 800–4 500 tr/min | 5,7 s        | 250 km/h*    | 11,9 L/100 km .       |

* : limitée électroniquement.
| Modèle              | Construction      | Moteur + Nom                              | Cylindrée         | Puissance                      | Couple                       | 0 à 100 km/h | Vitesse maxi | Consommation + CO2 |
| C 200 Diesel T .    | 06/1996 - 06/1998 | 4 cylindres en ligne OM 604 D 20          | 1 997 cm3 (2,0 L) | 66 kW (88 ch) à 5 000 tr/min   | 135 N m à 2 000–4 650 tr/min |              | 170 km/h     | 7,4 L/100 km .     |
| C 200 CDI .         | 06/1998 - 08/1999 | 4 cylindres en ligne OM 611 DE 22 LA red. | 2 151 cm3 (2,2 L) | 75 kW (102 ch) à 4 200 tr/min  | 235 N m à 1 500–2 600 tr/min | 13,6 s       | 182 km/h     | 6,1 L/100 km .     |
| C 200 CDI .         | 08/1999 - 01/2001 | 4 cylindres en ligne OM 611 DE 22 LA red. | 2 148 cm3 (2,1 L) | 75 kW (102 ch) à 4 200 tr/min  | 235 N m à 1 500–2 600 tr/min | 13,6 s       | 182 km/h     | 6,1 L/100 km .     |
| C 220 Diesel .      | 02/1996 - 05/1999 | 4 cylindres en ligne OM 604 D 22          | 2 155 cm3 (2,2 L) | 70 kW (95 ch) à 4 200 tr/min   | 150 N m à 3 100–4 500 tr/min | 16,6 s       | 173 km/h     | 7,4 L/100 km .     |
| C 220 CDI .         | 01/1998 - 08/1999 | 4 cylindres en ligne OM 611 DE 22 LA      | 2 151 cm3 (2,2 L) | 92 kW (125 ch) à 4 200 tr/min  | 300 N m à 1 800–2 600 tr/min | 11,0 s       | 195 km/h     | 6,2 L/100 km .     |
| C 220 CDI .         | 08/1999 - 05/2001 | 4 cylindres en ligne OM 611 DE 22 LA      | 2 148 cm3 (2,1 L) | 92 kW (125 ch) à 4 200 tr/min  | 300 N m à 1 800–2 600 tr/min | 11,0 s       | 195 km/h     | 6,2 L/100 km .     |
| C 250 Turbodiesel . | 02/1995 - 05/2001 | 5 cylindres en ligne OM 605 D 25          | 2 497 cm3 (2,5 L) | 110 kW (150 ch) à 4 400 tr/min | 280 N m à 1 800–3 600 tr/min | 10,5 s       | 200 km/h     | 8,0 L/100 km .     |